# Matthias Michel
Pour les articles homonymes, voir Michel.
Matthias Michel, né le 20 mars 1963 à Thal (Saint-Gall) (originaire de Zoug et de Netstal), est une personnalité politique suisse, membre du Parti libéral-radical. Il est député du canton de Zoug au Conseil des États depuis 2019  après avoir été conseiller d'État du canton de Zoug de 2003 à 2018.

## Biographie
Après des études de droit aux universités de Zurich et de Lausanne de 1982 à 1988, Matthias Michel décroche sa patente d'avocat et de notaire en 1991. Il obtient un doctorat en droit de l'Université de Zurich en 1997. Il suit encore au début des années 2000 une formation de médiateur à la Haute école spécialisée du nord-ouest de la Suisse (de),.
Il occupe un poste de collaborateur juridique à la Direction des finances du canton de Zoug de 1993 à 1994, puis rejoint le cabinet d'avocats de Rolf Schweiger jusqu'en 2002. À partir de cette date, il travaille à temps partiel en tant que médiateur à l'office cantonal de conciliation pour les litiges du droit du travail,.
Matthias Michel est marié et père de quatre enfants. Il vit à Oberwil (commune de Zoug) et a le grade d'appointé à l'armée.

## Parcours politique
Il est président des jeunes libéraux-radicaux de 1989 à 1991 et membre du comité du parti libéral-radical de la ville et du canton de Zoug de 1989 à 1994.
Il siège au Grand Conseil du canton de Zoug de janvier 1995 à décembre 2002, avant de devenir membre du Conseil d'État pendant quatre législatures, de janvier 2003 à décembre 2018. Il y est d'abord chef de la Direction de la formation et de la culture jusqu'en 2006, puis chef de la Direction de l'économie de 2007 à 2018. Il préside le gouvernement cantonal en 2011-2012.
Il accède directement au Conseil des États en 2019, parvenant à conserver le siège du PLR détenu jusqu'alors par Joachim Eder. Arrivé deuxième au 1er tour, juste devant son concurrent de l'UDC Heinz Tännler, il le devance ensuite nettement au 2e tour,.

## Autres mandats
Matthias Michel est président du Conseil de fondation de la fondation Ombudsman de l'assurance privée et de la Suva.